# (6172) Prokofeana
(6172) Prokofeana – planetoida z grupy przecinających orbitę Marsa okrążająca Słońce w ciągu 4 lat i 49 dni w średniej odległości 2,57 j.a. Została odkryta 14 października 1982 roku. Przed nadaniem nazwy planetoida nosiła oznaczenie tymczasowe (6172) 1982 TX.